# Madura (Austrália Ocidental)
Madura é uma pequena comunidade de beira de estrada ao longo da rodovia Eyre no estado australiano da Austrália Ocidental na planície de Roe. Está a 1 253 km de Perth, a capital estadual e aos pés das escarpas próximas ao Passo de Madura, vindo da Planície de Nullarbor.

## História
Madura foi criada em 1876 como um lugar para criação de animais para a cavalaria do Exército da Índia Britânica para uso na Província do Noroeste, hoje Khyber Pakhtunkhwa no Paquistão. Os cavalos eram embarcados em Eucla e em Cervantes, ao norte de Perth, cuja região também tinha criações. A região foi escolhida pela disponibilidade de água. A região faz parte da Madura Station, atualmente usada para ovinocultura, mas que já teve bovinos, equinos e camelídeos.

## Atualidade
Como em outras localidades da Planície de Nullarbor, a área consiste em pouco de mais do que um posto de serviços de beira de estrada, aberto das 6h da manhã às 21h todos os dias. A 2 km a oeste de Madura se situa um mirante panorâmico com vista do Passo de Madura, através das escarpas e das Planícies de Roe. Gêiseres marítimos naturais podem ser encontrados na região. A área é usada para pastoreio, especialmente de ovelhas. À volta de Madura está a chapada homônima, com 265 600 km² com predominância de rocha sedimentar, parte da estrutura da bacia da Grande Baía Australiana, na qual se encontraram petróleo e gradientes geotérmicos.